# Nyikolaj Nyikolajevics Bogoljubov
Nyikolaj Nyikolajevics Bogoljubov (Nyizsnyij Novgorod, Orosz Birodalom, 1909. augusztus 21. – Moszkva, 1992. február 13.) szovjet matematikus, fizikus, a Krilov–Bogoljubov-tétel egyik névadója.

## Életpályája
1909. augusztus 21-én született papi családban. Kijevben tanult matematikát és fizikát, Nyikolaj Krilov vezetése mellett. 
21 éves korában szerezte meg a "tudományok doktora" fokozatot. 1928–1973 között az Ukrán Tudományos Akadémia Elméleti Fizikai Intézetében dolgozott, melynek 1965-től az igazgatója is lett. 1941–43 között, a második világháború idején az intézetet Ufába telepítették át. 1943-tól a moszkvai egyetemen tanított. 1947-től a Sztyeklov-intézet elméleti fizikai osztályának vezetője volt. 
1956-ban Dmitrij Blohincevvel együtt a dubnai Közös Nukleáris Kutatóintézet egyik alapítója, 1966–1988 között az intézet igazgatója volt. 
1992. február 13-án, 83 évesen hunyt el Moszkvában.

## Munkássága
Krilovval közös munkájuk a nemlineáris dinamikáról írott könyvük, a Krilov–Bogoljubov-tétel és a Krilov–Bogoljubov-módszer. 
A nemlineáris mechanikán kívül igen jelentős eredményeket ért el a kvantumtérelméletben, a statisztikai mechanikában, a szupravezetés és a szuperfolyékonyság elméletében, további fontos tételek is kapcsolódnak nevéhez.

## Díjai
- Lenin-díj (1958)
- Dirac-díj (1992)